# Kargi
Koordinaten: 58° 1′ N, 22° 5′ O
Kargi (deutsch Karky) ist ein Dorf (estnisch küla) auf der größten estnischen Insel Saaremaa. Es gehört zur Landgemeinde Saaremaa (bis 2017: Landgemeinde Torgu) im Kreis Saare.

## Einwohnerschaft und Geschichte
Der Ort im Westen der Halbinsel Sõrve hat siebzehn Einwohner (Stand 31. Dezember 2011).
Das Rittergut von Kargi stand von 1648 bis 1772 im Eigentum der adligen deutschbaltischen Familie von Toll.